# سیارک ۲۱۴۹۶
سیارک ۲۱۴۹۶ (به انگلیسی: 21496 Lijianyang، نامگذاری:1998JQ2) بیست و یک هزار و چهارصد و نود و ششمین سیارک کشف شده‌است که در ۱ مه ۱۹۹۸ کشف شد.
قدر مطلق سیارک برابر ۱۷٫۰ است.